# The TOWER OBIHIRO
The TOWER OBIHIRO（ザ・タワーおびひろ）は、北海道帯広市西4条に所在するマンションである。十勝管内で最も高い高層建築物である。

## 概要
イトーヨーカドー帯広店（旧初代店舗）移転跡地および旧帯広経済センター跡地（約2ha）の再開発事業「帯広市西3・9地区周辺地区第一種市街地再開発事業」として、2020年（令和2年）5月の新帯広経済センタービル完成に次いで10月に竣工した。
高さは59.62mと十勝地方で最も高い高層建築物であり、帯広市中心部に所在することから上層階から市内一帯を見渡せる。147戸が販売されたが、完売前の購入者の傾向として十勝管内在住者が8割、帯広市内在住者が6割と利便性の高い市中心部に回帰する動きが見られた。

## 周辺施設

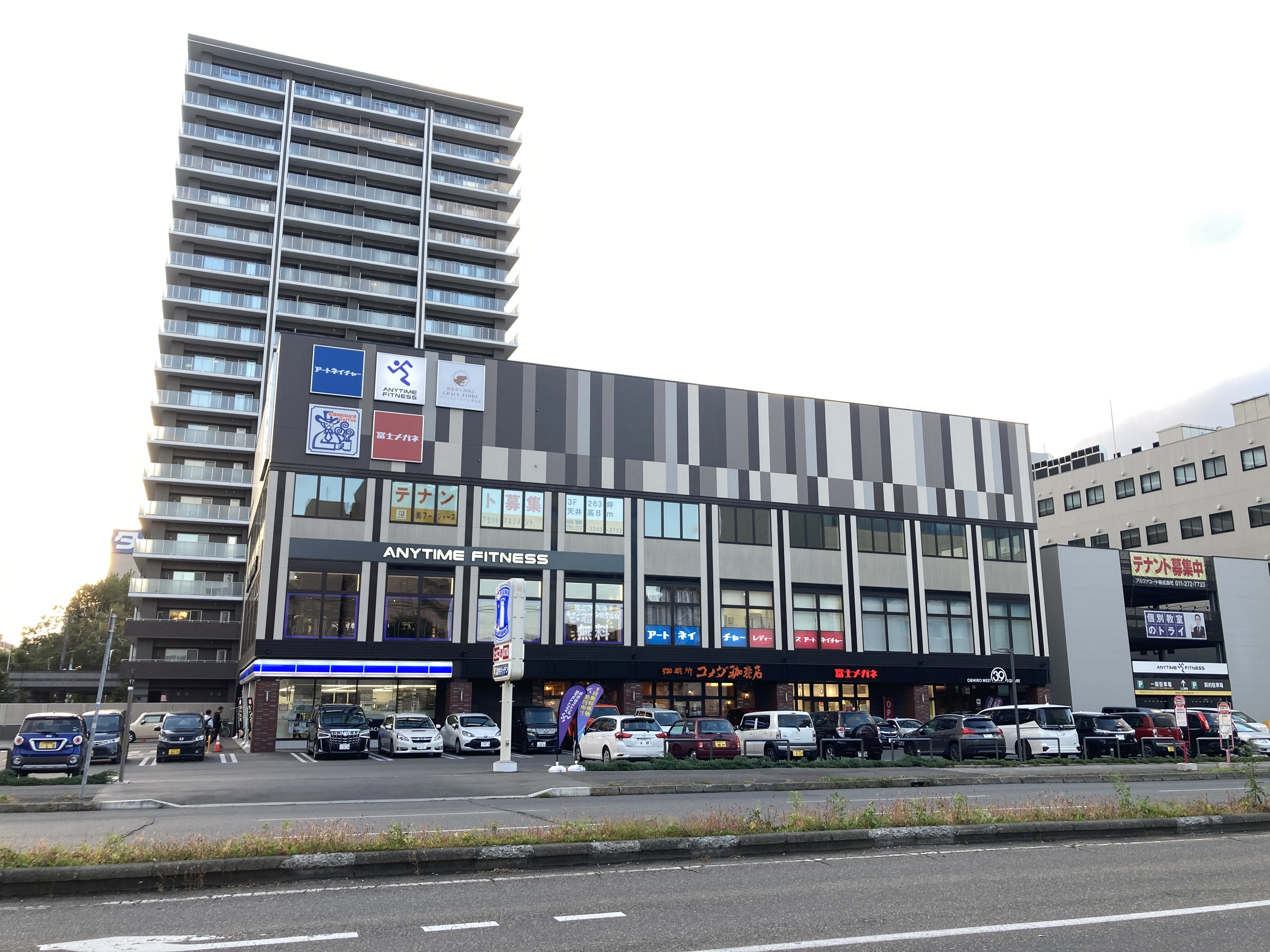
帯広西3・9スクエアビル

### 共同建築
- 帯広経済センタービル（二代目）
- 帯広西3・9スクエアビル

### 近隣
- 北海道旅客鉄道（JR北海道）根室本線 帯広駅
- 国道236号
- 旧藤丸（三代目店舗）
- 帯広郵便局